# Comuna de Studzienice
Studzienice (polaco: Gmina Studzienice) é uma gminy (comuna) na Polónia, na voivodia de Pomerânia e no condado de Bytowski. A sede do condado é a cidade de Studzienice.
De acordo com os censos de 2004, a comuna tem 3343 habitantes, com uma densidade 19 hab/km².

## Área
Estende-se por uma área de 175,96 km², incluindo:
- área agrícola: 24%
- área florestal: 66%

## Demografia
Dados de 30 de Junho 2004:
|                      | Total   | Total | Mulheres | Mulheres | Homens  | Homens |
| -------------------- | ------- | ----- | -------- | -------- | ------- | ------ |
|                      | pessoas | %     | pessoas  | %        | pessoas | %      |
| População            | 3343    | 100   | 1632     | 48,8     | 1711    | 51,2   |
| Densidade (pop./km²) | 19      | 100   | 9,3      | 9,3      | 9,7     | 9,7    |

De acordo com dados de 2002, o rendimento médio per capita ascendia a 1770,37 zł.

## Comunas vizinhas
- Brusy, Bytów, Dziemiany, Lipnica, Lipusz, Parchowo